# Iaslovăț
Iaslovăț es una comuna ubicada en el distrito de Suceava, Rumania.

## Superficie
Posee una superficie de 18,88 kilómetros cuadrados.

## Demografía
Hasta 2021 la población era de 4624 habitantes, con una densidad de población de 244,9 habitantes por kilómetro cuadrado.